# Rzesza

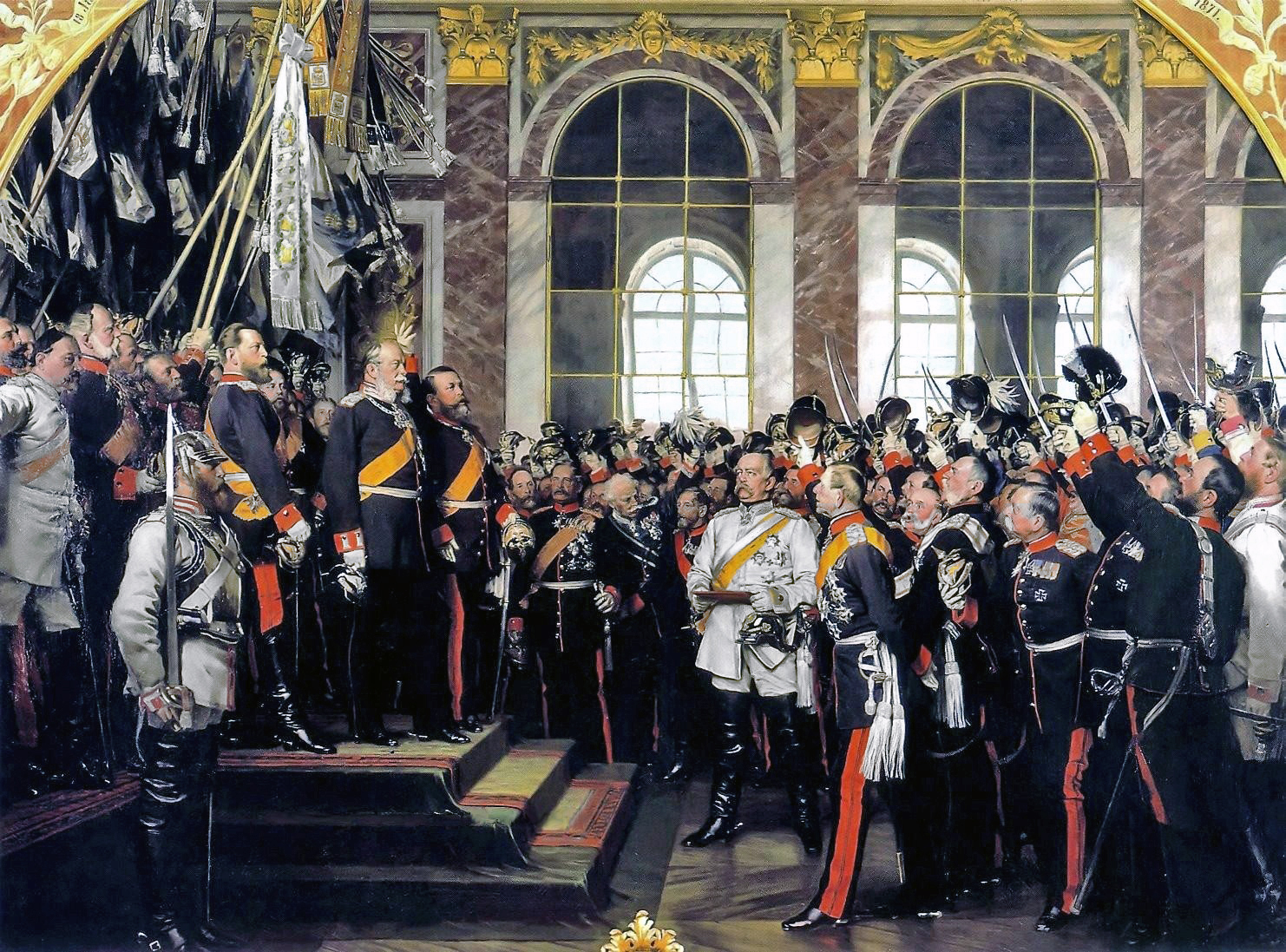
„Proklamacja Cesarstwa Niemieckiego” (obraz olejny, Anton von Werner, 1885)

Rzesza (niem. Reich) – historyczne określenie państwa niemieckiego, stosowane dla podkreślenia jedności autonomicznych niemieckich regionów lub państw regionalnych.
Można wyróżnić cztery okresy historyczne, w których państwowość niemiecka określana była w ten sposób:
- Święte Cesarstwo Rzymskie (niem. Heiliges Römisches Reich); w historiografii używana jest także nazwa Święte Cesarstwo Rzymskie Narodu Niemieckiego (niem. Heiliges Römisches Reich Deutscher Nation), w tym stanowiące jego trzon Królestwo Niemieckie (niem. Reich der Deutschen) – państwo istniejące w latach 962–1806, określane potocznie: Stara Rzesza (niem. Altes Reich), Pierwsza Rzesza, I Rzesza (niem. Erstes Reich)
- Cesarstwo Niemieckie, Rzesza Niemiecka (niem. Deutsches Reich, Deutsches Kaiserreich), potocznie: Druga Rzesza, II Rzesza (niem. Zweites Reich) – państwo istniejące w latach 1871–1918
- Rzesza Niemiecka (niem. Deutsches Reich), potocznie: Republika Weimarska (niem. Weimarer Republik) – państwo istniejące w latach 1918–1933
- Rzesza Niemiecka (niem. Deutsches Reich), po aneksji Austrii w 1938 r. także Rzesza Wielkoniemiecka (niem. Großdeutsches Reich), potocznie: Trzecia Rzesza, III Rzesza (niem. Drittes Reich), inna używana nazwa to Niemcy hitlerowskie (niem. Nazi-Deutschland, Nazideutschland) – państwo istniejące w latach 1933–1945

Pod względem prawnym pierwszy z powyższych organizmów przestał istnieć w 1806 r., natomiast trzy kolejne nazwy odnoszą się do pojedynczego podmiotu prawa międzynarodowego, utworzonego w 1867 r. jako Związek Północnoniemiecki (niem. Norddeutscher Bund) i pomimo kilkukrotnych zmian terytorium, ustroju oraz nazwy, zachowującego odtąd ciągłość prawną, jako Niemcy.

## Historia
Nazwa zrodziła się w Średniowieczu, kiedy wskutek podziałów plemiennych i feudalnych Królestwo Niemieckie, będące rdzeniem Świętego Cesarstwa Rzymskiego, przybrało postać związku kilkuset księstw, biskupstw, opactw, miast, hrabstw i drobniejszych majątków, cieszących się szeroką autonomią, ale uznających zwierzchnictwo elekcyjnego króla niemieckiego, będącego również cesarzem rzymskim.
Cesarstwo Niemieckie, powstałe w 1871 roku w wyniku przekształcenia Związku Północnoniemieckiego, przyjęło formułę „Rzesza Niemiecka” za swoją urzędową nazwę, dla podkreślenia ciągłości historycznej względem Świętego Cesarstwa Rzymskiego.
„Rzesza” (w różnych kontekstach jako „Rzesza Niemiecka” czy „Rzesza Wielkoniemiecka”) pozostała oficjalną nazwą niemieckiego państwa narodowego aż do 1945 roku, obejmując trzy odrębne okresy historyczne: Cesarstwo Niemieckie, Rzeszę Niemiecką (Republikę Weimarską) i III Rzeszę. Mimo że te trzy okresy charakteryzowały się skrajnie różnymi ustrojami politycznymi (monarchia, republika, dyktatura dyktatura faszystowska), nieprzerwane używanie nazwy „Rzesza” miało podkreślić, że kolejne formy państwa niemieckiego, pomimo zmian ustrojowych, są kontynuacją tego samego organizmu państwowego, a nie zupełnie nowymi tworami. Nazwa ta miała również na celu wzmocnienie idei narodowej i legitymizacji władzy w danym okresie.
Nazwa wyszła z oficjalnego użycia po II wojnie światowej, na skutek procesu denazyfikacji, ponieważ kojarzyła się z imperialistycznymi ambicjami i nacjonalistycznym światopoglądem. Powstanie w 1949 roku dwóch państw niemieckich – Republiki Federalnej Niemiec (RFN) i Niemieckiej Republiki Demokratycznej (NRD) – ostatecznie utrwaliło koniec „Rzeszy” jako oficjalnego określenia Niemiec.

## Etymologia oraz użycie w innych językach
Etymologia: Germańskie słowo *rikaz zostało zapożyczone z języków celtyckich i pochodzi od słowa *rīxs – „król”, to zaś wywodzi się z praindoeuropejskiego tematu *reg, oznaczającego „rządzić, władać”.
Pokrewieństwo z innymi językami indoeuropejskimi
- łac. rex (od słowa regis) – „król”[1]
- staroirl. ri (od słowa rig) – „król”
- skt. radża – „król, władca”

Słowo „rzesza” w innych językach germańskich
- pragerm. *rikijaz
- staronord. rikr – „władza, bogactwo”
- staro-wysoko-niem. rihhi – „władca, potęga, bogactwo”
- got. reiks – „władca, władza, bogactwo”
- dun. rige – „państwo, królestwo”
- szw. rike – „państwo, królestwo” (zobacz niżej), rik – „bogactwo, zamożność”
- starofryz. rike
- niderl. rijk,
- frank. *riki – „potęga”
- starofr. riche – „bogactwo, zamożność”
- staroang. rice – „bogactwo, zamożność, potęga”
- ang. rich – „bogactwo, zamożność, żyzność”[2]

Słowo „rzesza” występuje w nazwach państw
- Austria (niem. Österreich, staro-wysoko-niem. ôstarrîhhi) – „Państwo na wschodzie” (nazwa wzięła się stąd, że zalążkiem Austrii była niemiecka Marchia Wschodnia)
- Szwecja (szw. Sverige, staronord. Sviariki) – „Imperium/Państwo Szwedów”
- w języku niemieckim m.in.:
  - Francja (niem. "Frankreich" – „Imperium/Państwo Franków”)
  - jako ogólne określenie królestwa (niem. "Königreich"), carstwa (niem. "Zarenreich"), cesarstwa (niem. "Kaiserreich") lub imperium kolonialnego (niem. "Weltreich")
  - jako określenie starożytnych imperiów m.in. rzymskiego (niem. "Römisches Reich"), bizantyńskiego (niem. "Byzantinisches Reich"), azteckiego (niem. "Aztekenreich"), inkaskiego (niem. "Inkareich"), mongolskiego (niem. "Mongolisches Reich") itp.
  - jako określenie dawnych imperiów muzułmańskich m.in. umajadzkiego (niem. "Umayyadenreich"), fatymidzkiego (niem. "Fatimidenreich"), ajjuwidzkiego (niem. "Ayyubidenreich"), abbasydzkiego (niem. "Abbasydenreich"), Wielkich Seldżuków (niem. "Großseldschukenreich"), Wielkich Mogołów (niem. "Mogulreich"), mameluckiego (niem. "Mamlukenreich"), osmańskiego (niem. "Osmanisches Reich") itp.

Słowo „rzesza” występuje w nazwach parlamentów
- Niemiecki parlament (historyczny) – Reichstag (obecnie Bundestag)
- Austriacki parlament (historyczny) – Reichsrat (Rada Państwa)
- Szwedzki parlament – Riksdag
- Fiński parlament – Eduskunta (po szwedzku zwany Riksdag)
- Duński parlament (historyczny) – Rigsdag (obecnie Folketinget)
- Estoński parlament – Riigikogu

Słowo „rzesza” w językach słowiańskich
- pol. rzesza
- cz. říše
- sł. ríša